# Laura Zurbriggen
Laura Zurbriggen (* 25. Januar 1995) ist ein Schweizer Model und eine Moderatorin.

## Leben
2010 war Zurbriggen im Finale des Schweizer Elite-Model-Look-Wettbewerbes. Seitdem arbeitet sie als Model. Ab Mai 2014 moderierte sie die Sendung VIVA Top 100 Switzerland bei VIVA Schweiz.
Von 2014 bis 2018 war die Zermatterin mit DJ Antoine liiert.